# Madalena Augusta de Anhalt-Zerbst
Madalena Augusta de Anhalt-Zerbst (Zerbst, 13 de outubro de 1679 - Altemburgo, 11 de outubro de 1740) foi uma duquesa de Saxe-Gota-Altemburgo e avó materna do rei Jorge III do Reino Unido.

## Casamento e descendência
Madalena casou-se com o duque Frederico II de Saxe-Gota-Altemburgo no dia 7 de Junho de 1696. Tiveram vinte filhos, dos quais apenas nove viveram até a idade adulta:
1. Sofia de Saxe-Gota-Altemburgo (30 de maio de 1697 - 29 de novembro de 1703), morreu aos seis anos de idade de varíola.
2. Madalena de Saxe-Gota-Altemburgo (18 de julho de 1698 - 13 de novembro de 1712), morreu na adolescência, aos quatorze anos de idade.
3. Frederico III de Saxe-Gota-Altemburgo (14 de abril de 1699 - 10 de março de 1772), casado com a princesa Luísa Doroteia de Saxe-Meiningen; com descendência.
4. Filho natimorto (22 de abril de 1700).
5. Guilherme de Saxe-Gota-Altemburgo (12 de março de 1701 - 31 de maio de 1771), casado com a duquesa Ana de Holstein-Gottorp; sem descendência.
6. Carlos Frederico de Saxe-Gota-Altemburgo (20 de setembro de 1702 - 21 de novembro de 1703), morreu de varíola com um ano e dois meses de vida.
7. Filha natimorta (8 de maio de 1703).
8. João Augusto de Saxe-Gota-Altemburgo (17 de fevereiro de 1704 - 8 de maio de 1767), casado com a princesa Luísa Reuss de Schleiz; com descendência.
9. Cristiano de Saxe-Gota-Altemburgo (27 de fevereiro de 1705 - 5 de março de 1705), morreu de varíola com seis dias de vida.
10. Cristiano Guilherme de Saxe-Gota-Altemburgo (28 de maio de 1706 - 19 de julho de 1748), casado com a princesa Luísa Reuss de Schleiz; sem descendência.
11. Luís Ernesto de Saxe-Gota-Altemburgo (28 de dezembro de 1707 - 13 de agosto de 1763), morreu solteiro e sem descendência.
12. Emanuel de Saxe-Gota-Altemburgo (5 de abril de 1709 - 10 de outubro de 1710), morreu com seis meses de vida.
13. Maurício de Saxe-Gota-Altemburgo (11 de maio de 1711 - 3 de setembro de 1777), morreu solteiro e sem descendência.
14. Sofia de Saxe-Gota-Altemburgo (23 de agosto de 1712 - 12 de novembro de 1712), morreu com dois meses de vida.
15. Carlos de Saxe-Gota-Altemburgo (17 de abril de 1714 - 10 de julho de 1715), morreu com dois meses de vida.
16. Frederica de Saxe-Gota-Altemburgo (17 de julho de 1715 - 12 de maio de 1775), casada com o duque João Adolfo II, Duque de Saxe-Weissenfels; com descendência.
17. Filho natimorto (30 de novembro de 1716).
18. Madalena Sibila de Saxe-Gota-Altemburgo (15 de agosto de 1718 - 9 de novembro de 1718), morreu com dois meses de vida.
19. Augusta de Saxe-Gota-Altemburgo (30 de novembro de 1719 - 8 de fevereiro de 1772), casado com o príncipe Frederico de Gales; com descendência, incluindo o rei Jorge III do Reino Unido, através do qual é uma ancestral direta de vários monarcas europeus.
20. João Adolfo de Saxe-Gota-Altemburgo (18 de maio de 1721 - 29 de abril de 1799), morreu solteiro e sem descendência.

## Genealogia
| Madalena Sibila de Anhalt-Zerbst | Pai: Carlos de Anhalt-Zerbst   | Avô paterno: João VI de Anhalt-Zerbst           | Bisavô paterno: Rudolfo de Anhalt-Zerbst                           |
| Madalena Sibila de Anhalt-Zerbst | Pai: Carlos de Anhalt-Zerbst   | Avô paterno: João VI de Anhalt-Zerbst           | Bisavó paterna: Madalena de Oldemburgo                             |
| Madalena Sibila de Anhalt-Zerbst | Pai: Carlos de Anhalt-Zerbst   | Avó paterna: Sofia Augusta de Holstein-Gottorp  | Bisavô paterno: Frederico III de Holstein-Gottorp                  |
| Madalena Sibila de Anhalt-Zerbst | Pai: Carlos de Anhalt-Zerbst   | Avó paterna: Sofia Augusta de Holstein-Gottorp  | Bisavó paterna: Maria Isabel da Saxónia                            |
| Madalena Sibila de Anhalt-Zerbst | Mãe: Sofia de Saxe-Weissenfels | Avô materno: Augusto de Saxe-Weissenfels        | Bisavô materno: João Jorge I da Saxónia                            |
| Madalena Sibila de Anhalt-Zerbst | Mãe: Sofia de Saxe-Weissenfels | Avô materno: Augusto de Saxe-Weissenfels        | Bisavó materna: Madalena Sibila da Prússia                         |
| Madalena Sibila de Anhalt-Zerbst | Mãe: Sofia de Saxe-Weissenfels | Avó materna: Ana Maria de Mecklemburgo-Schwerin | Bisavô materno: Adolfo Frederico I, Duque de Mecklemburgo-Schwerin |
| Madalena Sibila de Anhalt-Zerbst | Mãe: Sofia de Saxe-Weissenfels | Avó materna: Ana Maria de Mecklemburgo-Schwerin | Bisavó materna: Ana Maria da Frísia Oriental                       |